# Pudel miniaturowy
Pudel miniaturowy – rasa psów, należąca do grupy psów do towarzystwa, zaklasyfikowana do sekcji pudli. Zgodnie z klasyfikacją amerykańską, należy do grupy psów ozdobnych i do towarzystwa. Psy te są wierne i opiekuńcze. Poleca się je dla rodzin z dziećmi od 6 roku życia.

## Rys historyczny
Przypuszcza się, że przodkami pudli były psy wywodzące się z psów pasterskich i myśliwskich.
Najstarsze wizerunki pudli pochodzą z XV wieku, z terenów dzisiejszych Niemiec i Hiszpanii. Pudle zostały rozpowszechnione na dworze Ludwika XV, gdzie były oznaką splendoru.
Ówczesne zamieszanie wojenne, a także kontakty handlowe i dyplomatyczne, przyczyniły się do rozpowszechnienia i popularyzacji pudli w Europie zachodniej.
Pudle od początku występowały jako uformowana rasa w trzech odmianach wielkości.
We wrześniu 1948 roku zorganizowano I Ogólnopolską Wystawę Psów Rasowych we Wrocławiu, w której uczestniczyły dwa duże pudle, czarny i biały.
W 1954 roku powstała w Warszawie sekcja pudla i chow-chowa, a 20 listopada 1960 roku został zorganizowany pierwszy przegląd tej rasy, w którym udział wzięło 40 pudli, w tym 20 dużych, 16 średnich i 4 miniaturowe.

## Wygląd

### Budowa
Sylwetka pudla miniaturowego jest kwadratowa lub lekko prostokątna, o harmonijnej, proporcjonalnej budowie.
- Głowa jest długa o prostych liniach o kufie wąskiej, a nos o prostym profilu. Policzki przylegają, kości jarzmowe słabo zaznaczone, bruzda czołowa szeroka, wyraźnie zaznaczony grzebień potyliczny. Niepożądana jest głowa ciężka i masywna, jak też za bardzo spiczasta, krótka kufa, czy brak bruzdy czołowej i guza potylicznego.
  - Uzębienie jest mocne i kompletne, zgryz nożycowy. Dopuszczalne są nieliczne braki w zębach przedtrzonowych. Wadami dyskwalifikującymi jest brak siekacza, lub więcej niż 2 przedtrzonowców, a także zgryz inny niż nożycowy.
  - Oczy są osadzone ukośnie, o kształcie migdałowym. Pożądane są jak najciemniejsze.
  - Uszy posiadają długi płat uszny, zwisają wzdłuż głowy, płaskie,  pokryte długim włosem. Pożądane są sięgające do kącików warg, przylegające, niepożądane uszy osadzone z tyłu głowy.
- Szyja jest mocna, łukowato wygięta za karkiem, przynajmniej średniej długości.
- Tułów jest zwarty, prosty o krótkim grzbiecie i pojemnej klatce piersiowej, dobrze zaznaczone przedpiersie.
  - Ogon jest wysoko osadzony, w akcji noszony ukośnie. W większości krajów zachodnich obowiązuje całkowity zakaz wystawiania psów z obciętym ogonem. Sędziowie z tych krajów oceniają psy zgodnie z konwencją Europejską.
- Kończyny
  - Kończyny przednie są proste, równoległe, dobrze umięśnione.
  - Kończyny tylne oglądane z tyłu są równoległe, dobrze kątowany staw skokowy
    - Udo jest dobrze umięśnione
    - Łapy są bez wilczych pazurów, o stopach niewielkich i mocnych w kształcie krótkiego owalu

  - Ruch jest lekki i harmonijny

### Szata i umaszczenie
W nomenklaturze FCI dopuszczone są tylko kolory jednolite: biały, czarny, srebrny, morelowy ("apricot" różne odcienie), brązowy, czerwony ("red"). W USA dopuszczalne są wszystkie jednolite kolory, takie jak kremowy czy niebieski. W niektórych krajach uznawane są także umaszczenia dwukolorowe: czarno-biały oraz czarny podpalany. 
Szata jest w charakterystyczny sposób skręcona lub sznurowata. Obfite, wełniste, elastyczne, włosy tworzą po rozczesaniu jednolite runo na całym ciele. To psy idealne dla alergików z uwagi na brak sierści, która uczula. Ze względu na sposoby układania i strzyżenia pudli wyróżnia się fryzury takie jak:
- lew amerykański – sylwetka psa wpisana w kwadrat, długa szyja podkreślona odpowiednim wymodelowaniem partii grzbietowej. Kufa w kształcie wydłużonego prostokąta. Na przednich i tylnych kończynach oraz w partii lędźwiowej i na ogonie ufryzurowane pompony. Do gołe skóry ostrzyżone są brzuch, kończyny przednie z wyjątkiem nadgarstków, kończyny tylne z wyjątkiem śródstopia, łapy, nasada ogona, zad, kufa, policzki, podgardle. Partie ciała pokryte długim włosem to głowa, uszy, kark i część grzbietu.
- lew kontynentalny – fryzura klasyczna jest to najstarsza, użytkowa fryzura pudla. Wygląd fryzury taki jak przy strzyżeniu na lwa amerykańskiego, tylko bez pomponów w części lędźwiowej i na ogonie
- puppy clip – sylwetka psa wpisana w kwadrat. Długa szyja podkreślona odpowiednim strzyżeniem partii grzbietowej. Kufa w kształcie wydłużonego prostokąta. Na przednich i tylnych kończynach zostawiamy długi włos. Partie ciała ostrzyżone prawie do gołej skóry to brzuch, łapy, nasada ogona, kufa, policzki, podgardle. Partie ciała pokryte długim włosem: głowa, uszy, kark i część grzbietu; partie ciała pokryte odpowiednio modelowanym włosem: szyja, tylna część grzbietu, łapy; włos strzyżony w formie pomponów: ogon.
- federał – sylwetka psa jest wpisana w kwadrat. Sierść długa na łapach, głowie i ogonie, krótsza na korpusie. Partie ciała ostrzyżone prawie do gołej skóry: brzuch, stopy, nasada ogona, kufa, policzki, podgardle; partie ciała pokryte długim włosem: łapy, głowa, uszy; partie ciała pokryte odpowiednio modelowanym włosem o długości 1–4 cm: szyja, korpus; włos strzyżony w formie pomponów: ogon.

### Skóra i pigmentacja
Skóra jest elastyczna, miękka, przylegająca i bez fałd.
U pudli czarnych, brązowych, srebrnych kolor skóry jest taki jak barwa umaszczenia, u białych pudli natomiast skóra jest srebrzysta.
Pigment ciemny występuje na powiekach, wargach, nosie, dziąsłach oraz podniebieniu. U pudli brązowych i morelowych może być jaśniejszy.
Różowe przebarwienia czy kolor inny niż czarny jest wadą.

## Zachowanie i charakter
Pudel miniaturowy to aktywny, żywy, wręcz ciekawski pies, potrzebujący ciągłego kontaktu z człowiekiem.

## Użytkowość
Dawniej wykorzystywano pudle do szukania trufli, czy aportowania zwierzyny z wody. Obecnie jest to pies rodzinny i reprezentacyjny.

## Zdrowie i pielęgnacja
Pielęgnacja sierści jest czasochłonna i musi być wykonywana regularnie.
Zapalenie ucha
Występuje u Pudli częściej niż u innych ras. Małżowiny Uszne są długie i ciężkie, a sierść zarastająca przewody słuchowe zatrzymuje wilgoć i woszczynę tworząc idealne środowisko dla rozwoju bakterii
Zapalenie dziąseł
jest częste u pudli, prawdopodobnie z powodu składu śliny. Odpowiednia pielęgnacja zębów w domu, czyszczenie ich i prawidłowa dieta są bardzo ważne  dla utrzymania higieny pyska i zapobiegania infekcjom. Zęby mogą wymagać usuwania kamienia przez lekarza weterynarii.
Choroba Legg-Perthesa-Clave'a
to zaburzenie rozwoju głowy i szyjki jednej lub obu kości udowych, zwykle u pudli miniaturowych i Toy. Martwica wierzchołka kości udowej powoduje ból w obrębie stawu biodrowego. Chociaż podawanie leków może pomóc we wczesnym stadiach, często niezbędna jest operacja chirurgiczna zaatakowanego fragmentu kości.
Padaczka
występuje zwykle u miniaturowych pudli. Pies ma nagłe ataki drgawek trwające po kilka minut, zazwyczaj szybko wraca do siebie, chociaż czasami może być osowiały i nieswój przez kilka godzin. Leki przeciwdrgawkowe zazwyczaj przynoszą pewną poprawę.
Choroba von Willebranda –
dziedziczna choroba komórek śródbłonka  naczyń  krwionośnych; wiadomo że czasami występuje u pudli, prowadząc do nagłego i niekontrolowanego krwawienia.
Zwichniecie rzepki
Postępujący zanik siatkówki

## Popularność
Obecnie jest rasą znaną, ale mało popularną. Najliczniej reprezentowane na wystawach są odmiany małe (pudle miniaturowe, oraz coraz liczniejsze pudle toy).